# Miguel Fluyxench y Trell
Miguel Fluyxench y Trell fue un pintor español del siglo XIX

## Biografía
Pintor natural de Tarragona, fue discípulo de la Escuela de Bellas Artes de Barcelona. Después de haber residido durante algún tiempo en Roma, regresó a España y fue nombrado profesor de la citada Escuela de Bellas Artes de Barcelona. En 1867, fue nombrado caballero de la Real Orden americana de Isabel la Católica.
En las Exposiciones Nacionales de Bellas Artes celebradas en Madrid en 1858, 1860, 1864, 1876 y 1878 presentó los lienzos siguientes: Muerte de San Bruno, Fiestas populares del campo de Tarragona, El canje de Francisco I por sus dos hijos el Delfín y el Duque de Orleans, El Rey David en penitencia durante el azote que cayó sobre su pueblo por el pecado de soberbia, Humildad y Caridad, Inclinación a las buenas obras, Monje cartujo, El Jordán y Niña jugando. En la de 1860 obtuvo una mención honorífica. Asimismo figuraron trabajos de Fluyxench en las Exposiciones de Barcelona de 1858, 1859 y 1866, y en la última universal de Londres, mereciendo elogios de la crítica.
También fue autor de El almirante Ramón de Cortada refiriendo a D. Pedro III de Aragón la victoria alcanzada contra la flota de genoveses y pisanos, Virgo prudentísima, La quema de los conventos, Anfitrite, Mosen Juan Fivaller yendo en representación de la ciudad de Barcelona a hablar al Rey D. Fernando de Antequera, Fin del P. Balmes y siete de sus hermanos, Retrato de D. Francisco Permanyer, otro de D. Francisco Siscars, otro de Un zuavo pontificio, Su Santidad Pío IX, el de Doña Isabel II, para los salones de la Diputación Provincial de Barcelona; el de D. José Antonio Muntadas, para el Fomento del Trabajo Nacional; El Calvario en el acto de la Crucifixión; Retrato de Don Mariano Vila, para la Universidad de Barcelona, y otros varios.
Fue catedrático de la Escuela de Barcelona y académico corresponsal de la de San Fernando.